# Canti popolari della Sardegna
Canti popolari della Sardegna è un album del Coro di Nuoro, pubblicato nel 1975 dalla Tirsu ; è una raccola di canti tradizionali sardi  in logudorese e nuorese. Alcuni brani e gli arrangiamenti sono di Gian Paolo Mele e altri. 

## Tracce

### Lato A
1. Su Perdonu - (nuorese, tradizionale) arr. T. C. Palmieri
2. Memorias - (nuorese) - (Gian Paolo Mele)
3. Stabat Mater , arr. Coro di Nuoro
4. Mariedda -   (Pasquale Dessanay - Gian Paolo Mele)
5. Sos Pastores -  arr. G. Todde
6. Miserere - , arr. Coro di Nuoro

### Lato B
1. Aperimi sa janna - Canto a Sa Nuoresa, arr.  Gian Paolo Mele
2. Sa Par'Historia 'E Balubirde -  trad. - arr.  Gian Paolo Mele
3. Su Ninnieddu - ninna nanna, (Anonimo) arr.  Gian Paolo Mele
4. Sa crapola -  2:32 , (Gian Paolo Mele)
5. No potho reposare - (Salvatore Sini, Giuseppe Rachel) - arr.  Gian Paolo Mele
6. No mi giamedas Maria -  (Bonaventura Licheri), gosos -  arr. Coro di Nuoro